# Криптор
Криптор (от англ. Cryptor — шифровщик) — название ряда программ для криптозащиты, используемых преимущественно создателями компьютерных вирусов и хакерами для маскировки вредоносного программного обеспечения.
Криптор, шифруя программу, обеспечивает защиту вредоносного программного кода от распространённых антивирусных методов поиска по сигнатурам. Существуют обычные и полиморфные крипторы.
Обычные: Крипторы со статической сигнатурой расшифровщика.

Полиморфные: Крипторы у которых декриптор не статический.

## Принцип работы
Простой вариант:
Посредством криптора шифруется оригинальный программный файл и в его начало записывается код, при запуске выполняющий расшифровку и выполнение зашифрованной программы. Самый простой пример — распространение вирусов или троянов в запароленных архивах, где антивирусная программа не может их обнаружить.
Сложные вариации:
Изменение точки входа, анти-эмуляция, виртуализация, морфинг, обфускация кода, защита в памяти.

## Недостатки
Антивирусы добавляют в базы сигнатур сигнатуры исполняемого для расшифровки кода криптора.
Это приводит к тому что, зашифрованные, например для уменьшения размера, распространённым криптором программы определяются как заражённые. Недостаток исчезает если существует постоянная поддержка программы-криптора автором. Как правило, достаточно всего лишь перепаковать файл и антивирусная защита пропустит его.